# Dirk Coetzee
Dikr Coetzee (Phokwane, 1945. április 15. – 2013. március 7.) dél-afrikai rendőrtiszt volt, aki részt vett a Vlakplaas farmon működő, az apartheid rendszer ellenfeleivel szemben számos súlyos atrocitást elkövető karhatalmi egység létrehozásában.

## Pályafutása
Dirk Coetzee 1945-ben született. Apja postai dolgozó volt, ő is a postánál helyezkedett el. 1969-ben belépett a rendőrség kötelékébe. 1980-ban a titkosrendőrség századosának nevezték ki, és ő lett az első parancsnoka a Pretoriától húsz kilométerre, a Vlakplaas farmon működő félkatonai alakulatnak, a C10-nek. Tizennyolc hónap múlva felmentették, miután két ügynökét elfogták Szváziföldön. Ezután kábítószerekkel foglalkozott, majd egy belső vizsgálat bűnösnek találta fegyelemsértésben és pornográf videók terjesztésében. 1986-ban cukorbetegsége miatt alkalmatlannak nyilvánították a szolgálatra, és nyugdíjba vonult.
1989-ben interjút adott, amelyben elismerte a vlakplaasi halálbrigád létezését, megerősítve ezzel a halálraítélt, Butana Almond Nofomela néhány héttel korábbi nyilatkozatát egy johannesburgi hetilapnak. Elmondta, hogy a dél-afrikai rendőrségnek öt ilyen egysége van, amelyek Szváziföldön, Lesothóban, Mozambikban, Zimbabwében, Nagy-Britanniában és a Dél-afrikai Köztársaságon belül tevékenykednek. Az ügynökök civil ruhában, de felfegyverezve dolgoznak, és nem lehet felismerni, hogy a rendőrséghez tartoznak. A halálbrigádokban a feketék jogaiért küzdő Afrikai Nemzeti Kongresszus (ANC) volt gerilláit is alkalmazták, hogy egykori elvtársaik ellen harcoljanak. Coetzee elismerte Griffiths Mxenge, egy durbani ügyvéd 1981-es meggyilkolását. Megvádolta Lothar Neethlinget, a rendőrség kémikus parancsnokhelyettesét, hogy a törvényszéki laborban kifejlesztett egy mérget, a Lothar italát, amelyet a rendszer ellenfeleinek szán. A vádat nem tudták bizonyítani.
Az indiszkréció miatt menekülnie kellett a Dél-afrikai Köztársaságból. Londonban csatlakozott az ACN-hez, és támogatásáról biztosította Nelson Mandela későbbi elnököt. 1993-ban visszatért hazájába, ahol 1997. augusztus 4-én amnesztiában részesült. Miután kiesett az ANC kegyeiből, az EduSolutions nevű cég alkalmazta, amely a kormány nevében tankönyvekkel látta el Limpopo tartományt. 2013-ban 67 éves korában hunyt el diabétesze és rákbetegsége miatt.

## Fordítás
- Ez a szócikk részben vagy egészben  a   Dirk Coetzee című angol Wikipédia-szócikk fordításán alapul.  Az eredeti cikk szerkesztőit annak laptörténete sorolja fel. Ez a jelzés csupán a megfogalmazás eredetét és a szerzői jogokat jelzi, nem szolgál a cikkben szereplő információk forrásmegjelöléseként.